# بورک (ناحیه هاولیتشکوف برود)
بورک (به چکی: Borek) یک منطقهٔ مسکونی در جمهوری چک است که در ناحیه هاولیتشکوف برود واقع شده‌است. بورک ۶٫۵۹ کیلومتر مربع مساحت و ۱۳۰ نفر جمعیت دارد و ۴۳۳ متر بالاتر از سطح دریا واقع شده‌است.